# Sukcynit

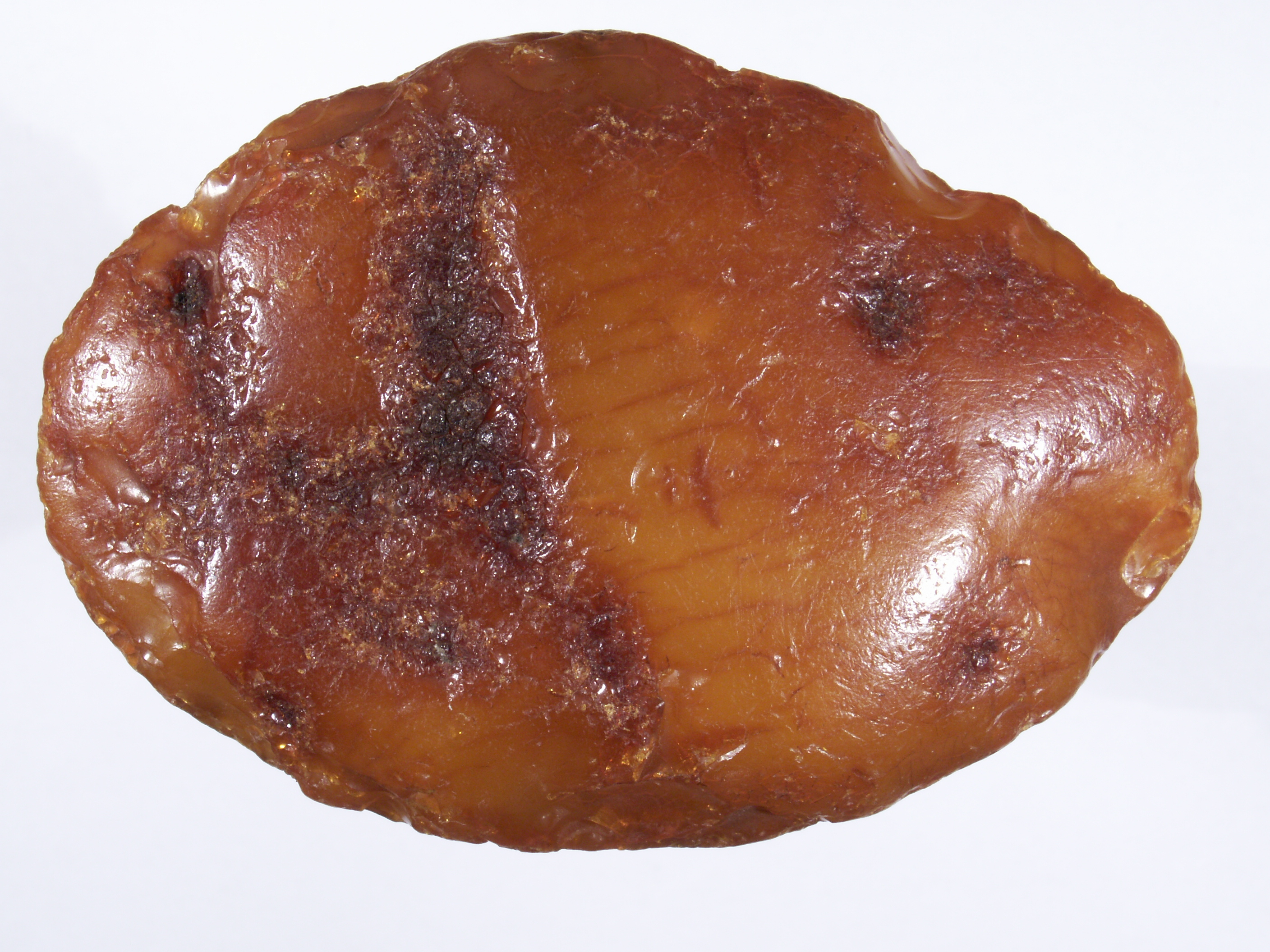
Sukcynit z Bitterfeld

Sukcynit – odmiana bursztynu, cechująca się zawartością kwasu bursztynowego powyżej 3%. Jak wszystkie bursztyny jest naturalną substancją organiczną, żywicą kopalną. 
Sukcynit czasami utożsamiany jest z eoceńskim bursztynem bałtyckim, gdyż w rejonie Bałtyku są największe złoża i najliczniejsze wystąpienia sukcynitu. Jednak sukcynit tworzy też złoża w eoceńskich osadach Lubelszczyzny i Wołynia, ponadto tworzył duże złoża w mioceńskich seriach węglonośnych rejonu Bitterfeld-Wolfen (Niemcy). W niewielkich ilościach występuje także w Rumunii i w Ameryce. 